# Палатин (гостиница)
Гостиница «Палатин» (ивр. מלון פלטין‎, Мало́н Палатин) — здание в Тель-Авиве. Находится по адресу Ахад-ха-Ам, 28, на углу улиц Ахад-ха-Ам и Нахалат-Биньямин. В прошлом здание использовалось как гостиница, в XXI веке — как офисное здание.

## История
Строительство было начато в 1925-м году и в середине 1926-го было закончено. Проектировал здание архитектор Александр Бервальд, строила — строительная компания инженера Иосифа Зайднера (основатель первого в Израиле завода по производству силикатного кирпича). Строительные материалы и рабочих предоставляла компания «Солель Боне», во главе которой стоял Элиезер Каплан, ставший впоследствии первым министром финансов. Был найден участок, владелец которого согласен был его продать сообществу «Ахузат Байт». Дом находится в районе Ахузат-Байт, участки которого были распределены между пайщиками и застроены к 1910 году, большей частью небольшими домиками, но вот
крайний участок, № 28 по ул. Ахад-ха-Ам, пустовал. Дело в том, что Земельный Кодекс Оттоманской империи запрещал продажу земли людям, не имеющим турецкого гражданства. Был найден человек, который согласился стать владельцем этого участка. Это был доктор Аарон Меир Мазья (1858—1930), приехавший из России. Он был очень образованный человек: выпускник ешивы «Мир» Бейт Мидраша в Берлине, получил смиху раввина, учил инженерное дело. Но после встречи с бароном Ротшильдом поменял свои интересы, и стал учить офтальмологию. Ротшильд посоветовал ему научиться ездить верхом и лечить глазные болезни. 1 сентября 1926 года состоялось торжественное открытие гостиницы. По окончании строительства, хозяин (раввин, инженер, врач, лингвист) дал ему название из Талмуда «Палатин», пришедшее из латыни palatium, что значит дворец.
Это было самое высокое здание города. Гостиница имела 60 номеров, из которых 20 — экстра-класса; деревянные полы, хрустальные люстры, танцевальный и концертные залы, бильярдная, два ресторана, прачечная и собственный парк автомобилей. В гостинице работали 80 человек. Управление гостиницей было передано Цви Барскому, который уже имел опыт управления гостиницами в Иерусалиме. Однако, опыт управления небольшими гостиницами не очень помог Барскому, и буквально через год с небольшими он объявил о своем банкротстве. Бразды правления вернулись к доктору Мазе и его зятю Цви Айзексону. Элияху Айзексон называл гостиницу «островом Европы в центре Тель-Авива».
В тот период времени в Палестине была большая проблема с наличностью. И администрация гостиницы была вынуждена выпускать свои собственные платежные средства — монеты с надписью «Palatin hotel».
В 1930 году скончалась супруга доктора, а сам доктор Мазе пережил её всего на несколько месяцев. Его дочь с мужем и двумя детьми — дочерью Рут и сыном Элияху — в 1932 году переехали в Тель-Авив и поселились в гостинице.
Эрез Шлосберг управлял гостиницей вместе с супругой Густавой и суданцем Тофиком, которого они когда-то давно привезли из Александрии. Их дочерей звали Авива и Лея. Лея вышла замуж за Ицхак Рабина.
Самые известные люди, посетившие гостиницу: президент Чехословакии Томаш Масарик, лорд Алленби, лорд Альфред Монд, известный под своим псевдонимом Мельчетт, Нахум Соколов, Ихиэль Вайцман, сэр Вилли Коэн и управляющий компании Shell Леон Моцкин.
В 1938 году управляющий и владелец приняли решение закрыть гостиницу. В здании был произведён ремонт. И с тех пор оно является офисным центром.
На короткий срок, с января 1942 по март 1943 года, здание вернулось к своему основному предназначению, и стало гостиницей для британских и американских военных. В нём даже был открыл вечерний клуб «Янкис».
В 1993 году семья Айзексон выполнила большой ремонт как самого здания, так и его внутреннего интерьера.

## Реставрация
В начале 1990-х годов здание было полностью отремонтировано, восстановлено в первозданном виде, добавлен пятый этаж, фасадная стена была очищена от чужеродных элементов, более поздние пристройки убраны. Обновили цветную штукатурку персикового цвета. Над входом восстановили разрушенный элемент.
В XXI веке, в силу близости строения к Тель-Авивской фондовой бирже, офисы здания занимают фирмы, работающие в области капиталовложений.

## Источник
- Йоси Гольдберг, Шула Видрих,д-р Ирит Амит-Коэн. Тель-Авив. Обнаруженный город = תל-אביב.עיר גלויה. — Ахиасаф и Опус, 2009. — P. 188—192. — 302 p. — ISBN 37-1790. Архивировано 6 марта 2016 года.